# István Láng
István Láng (ur. 1 marca 1933 w Budapeszcie, zm. 23 października 2023) – węgierski kompozytor.

## Życiorys
Studiował w Akademii Muzycznej im. Ferenca Liszta w Budapeszcie u Jánosa Viskiego (1950–1956) i Ferenca Szabó (1956–1958). Od 1957 do 1960 roku był pracownikiem Színház és Filmművészeti Főiskolán, następnie w latach 1966–1984 był kierownikiem muzycznym Państwowego Teatru Lalek. W 1973 roku został wykładowcą Akademii Muzycznej im. Ferenca Liszta. Od 1978 do 1990 roku był sekretarzem generalnym stowarzyszenia kompozytorów węgierskich. Dwukrotnie uhonorowany nagrodą im. Erkela (1968 i 1975). W 1985 roku otrzymał tytuł Zasłużonego Artysty (Érdemes Művésze-díj).
Charakterystyczną cechą twórczości Lánga jest tworzenie kompozycji w formie sekwencyjnej, składającej się z krótkich części zawierających niewielkie motywy muzyczne.

## Wybrane kompozycje
(na podstawie materiałów źródłowych)

### Utwory orkiestrowe
- 4 symfonie (I 1965 odrzucona, II 1972–1974, III 1981–1982, IV 1983)
- Koncert altówkowy (1957)
- Concerto per archi na smyczki (1960)
- Concertino na ksylofon i orkiestrę (1961)
- Variazioni ed allegro (1961, 2. wersja 1967)
- Musica funebre (1969)
- Impulsioni na obój i grupy instrumentalne (1969)
- Három mondat a Rómeo és Juliából na smyczki (1970)
- Concerto bucolico na róg i orkiestrę (1971)
- Tüzoszlop (1972)
- Egloga (1976)
- Koncert skrzypcowy (1977)
- Koncert podwójny na klarnet, harfę i orkiestrę (1980)
- Pezzo lirico na obój i orkiestrę (1985)
- Koncert organowy (1987)

### Utwory kameralne
- 3 kwartety smyczkowe (1961, 1966, 1978)
- 3 kwintety dęte (1964, 1966, 1975)
- Sonata na wiolonczelę (1960)
- Monodia na klarnet (1965)
- Dramma breve na flet (1970)
- sekstet Cassazione na instrumenty dęte blaszane (1971)
- Rhymes na flet, klarnet, altówkę, wiolonczelę i fortepian (1972)
- Intermezzi na fortepian (1972)
- Villanások na skrzypce (1973)
- Constellations na obój, skrzypce, altówkę i klarnet (1974–1975)
- Surface Metamorphosis na taśmę (1975)
- Solo na flet basowy (1975)
- Constellations na obój i trio smyczkowe (1975–1976)
- Hullámok II na flet, gitarę i klawesyn (1976)
- 2 Preludes for a Postlude na kontrabas i trio smyczkowe (1977)
- Music 2–4–3 na zespół (1979)
- Prelude, 3 Mobils and Postlude na kwintet dęty blaszany (1980)
- Aria di coloratura na tubę (1984)
- Chagall Flies Away over His Sleeping Vitebsk na kwartet perkusyjny (1985)
- Affetti na skrzypce, wiolonczelę, klarnet i harfę (1986)
- Linea melodica na obój (1987)
- Interpolations na fagot (1988)
- Cimbiosis na cymbały i zespół kameralny (1991)

### Utwory wokalno-instrumentalne
- kantata Kamarakantata na sopran, klarnet, wiolonczelę, fortepian i perkusję (1962)
- Pezzi na sopran, flet, klarnet, perkusję i altówkę (1964, zrewid. 1967)
- Laudate hominem na chór i orkiestrę (1968)
- In memoriam N. N. na chór i orkiestrę (1971)
- Fragments na alt, obój, fagot i harfę (1971–1972)
- Hullámok I na sopran bez tekstu i wibrafon (1975)
- kantata Iocaste na sopran, flet, klarnet, harfę i trio smyczkowe (1979)

### Opery
- Pathelin mester (1958)
- Bernarda háza (1959)
- A nagy drámaíro (1960)
- A gyáva (1967)
- opera telewizyjna Álom a szinházról (1981)

### Balety
- dramat taneczny Mario és a varázsló (1962)
- balet Hiperbola (1963)
- balet Lebukott (1968)
- balet-kantata Csillagrátörők (1971)